# 海空花
海空花（日语：海空 花，1995年7月20日—），日本女優。前AV女優。2021年起改名為松岡千夏。

## 個人簡歷
出身於京都府。興趣是運動、韻律體操和跳舞。
不擅長駕駛、遊戲、漫畫、讀書和唱歌。
2017年3月以「大森一花（おおもり いちか）」為藝名在AV界出道。所屬事務所是CRUSE GROUP。
2017年6月移到新的事務所RIGHT並改名為「海空花」。
韻律體操的經驗使她有好的運動神經。自2018年演出首部電影後，她以女演員的身分持續活動。
2020年12月29日宣布自AV女優引退，而女演員則會繼續。2021年5月1日宣布事務所變成REDCARPET並改名為「松岡千夏」。

## 外部連結
- 海空花(みそらはな)的X（前Twitter）（2017年6月24日 - ）
- 海空花(みそらはな)的Instagram帳戶
- 海空花 - KINENOTE
- 海空花 - allcinema